# NickMusic
NickMusic – całodobowa stacja telewizyjna o charakterze muzycznym przeznaczona na rynek europejski, należąca do Paramount Media Networks. Prezentuje głównie popularną muzykę rozrywkową. Grupę docelową kanału stanowią osoby w wieku 6-11 lat.
Stacja została uruchomiona 2 sierpnia 2007 roku jako Nick Hits w Belgii i Holandii. 1 lutego 2017 zmieniono nazwę kanału na NickMusic. Od 1 czerwca 2021 roku stacja jest dostępna także w krajach, w których do tej pory nadawał kanał MTV Music 24. Od 1 kwietnia 2024 roku kanał dostępny jest również w Danii, zastępując lokalną wersję VH1.
NickMusic skoncentrowane jest wyłącznie na muzyce. Stacja nie nadaje reklam.
W lipcu 2025 roku Paramount Global poinformował o planowanym zakończeniu nadawania kanału w Polsce pod koniec 2025 roku.